# ڞ
Ci (ڞ) – litera rozszerzonego alfabetu arabskiego, wykorzystywana w piśmie Xiao’erjing służącym do zapisu języków chińskich pismem arabskim. Używana jest do oznaczenia dźwięków [ʂ], tj. spółgłoski szczelinowej z retrofleksją bezdźwięcznej oraz [ɕ], tj. spółgłoski szczelinowej dziąsłowo-podniebiennej bezdźwięcznej. 

## Postacie litery
| Postać: | izolowana | końcowa | środkowa | początkowa |
| ------- | --------- | ------- | -------- | ---------- |
| Wygląd: | ڞ‬         | ـڞ‬      | ـڞـ‬      | ڞـ‬         |

## Kodowanie
| Znak                   | ڞ                                       | ڞ                                       |
| ---------------------- | --------------------------------------- | --------------------------------------- |
| Nazwa w Unikodzie      | Arabic letter Sad with three dots above | Arabic letter Sad with three dots above |
| Kodowanie              | dziesiątkowo                            | szesnastkowo                            |
| Unicode                | 1694                                    | U+069E                                  |
| UTF-8                  | 218 158                                 | da 9e                                   |
| Odwołania znakowe SGML | &#1694;                                 | &#x069E;                                |